# 인천광역시보건환경연구원
인천광역시 보건환경연구원(仁川廣域市 保健環境硏究院)은 인천광역시의 보건·환경에 대한 검사 및 연구 업무를 담당하기 위해 인천광역시청 산하에 설치된 직속기관이다.
연구원장은 지방보건연구관·지방환경연구관 또는 지방수의연구관으로 보한다.

## 연혁
- 1981년 7월 1일: 인천직할시 보건연구소 설치
- 1991년 5월 14일: 인천직할시 보건환경연구원으로 확대
- 1995년 1월 1일: 인천광역시 보건환경연구원으로 변경
- 2017년 2월 6일 : 보건환경연구원 직제개편, "환경연구부"를 "대기환경연구부"로, "환경평가부"를 "물환경연구부"로 명칭변경, "환경평가부 대기보전과에서 대기환경연구부 대기보전과"로 변경, "환경연구부 해양조사과에서 물환경연구부 해양조사과"로 변경
- 2019년 2월 1일 : 보건환경연구원 직제개편, "대기환경연구부"에 "대기평가과"신설, "물환경연구부"에 환경생태과" 신설, "동물위생시험소"의 "야생동물구조관리센터"를 "과"직제로 확대
- 2020년 4월 1일 : 보건환경연구원 직제개편, "구월농산물검사소" 명칭변경 - 남촌농수산물검사소
- 2020년 7월 2일 : 보건환경연구원 직제개편, "질병연구부"에 "식중독예방과"신설
- 2020년 11월 9일 : 보건환경연구원 직제개편, "질병연구부"에 "신종감염병과"신설, "감염병진단과"를 "매개체감염병과"로 명칭변경
- 2021년 1월 11일 : 보건환경연구원 직제개편, "대기보전과" 명칭변경-산업환경과, "기후변화과" 명칭변경-기후대기과

## 조직
- 총무과
- 질병연구부 -> 신종감염병과/질병조사과/매개체감염병과/식중독예방과
- 식약연구부 -> 식품분석과/약품분석과/삼산농산물검사소/남촌농수산물검사소
- 대기환경연구부 -> 환경조사과/산업환경과/생활환경과/기후대기과/대기평가과
- 물환경연구부 -> 수질보전과/토양환경과/해양조사과/산업폐수과/환경생태과
- 동물위생시험소 -> 방역관리과/축산위생과/강화방역지원과/정밀검사과/야생동물구조관리센터